# Autorail double De Dietrich
Les autorails doubles De Dietrich de 470 kW (640 ch) sont trois autorails commandés par la Compagnie des chemins de fer de l'Est et livrés à la SNCF en 1939-1940 dans l'optique d'une utilisation sur la ligne Paris - Strasbourg.
Alors qu'ils n'ont encore assuré aucun service commercial en métropole, la Seconde Guerre mondiale entraîne leur cession au chemin de fer transsaharien en 1941. Ils rejoignent en 1962 le parc des Chemins de fer algériens où, avec douze autres engins similaires livrés en 1952, ils constituent une série homogène (ZZN 101-115) de quinze engins en service jusqu'au début des années 1980.

## Histoire
Au milieu des années 1930, les autorails De Dietrich affectés aux dessertes rapides de la Compagnie des chemins de fer de l'Est donnent satisfaction pour ce qui est de leurs performances, mais souffrent d'une capacité insuffisante. Pour résoudre ce problème, la compagnie souhaite s'équiper d'autorails doubles : trois ABV articulés (deux caisses sur trois bogies) sont commandés à Renault et deux autorails doubles « conventionnels » (deux caisses sur quatre bogies) à De Dietrich.

## Description

### Caractéristiques techniques
Les autorails doubles De Dietrich font partie des engins à « nez pointu » ou à « cabine en étrave » : les faces frontales adoptent une forme pointue, aérodynamique, dont l'arête forme un angle de 20° par rapport à la verticale et retenue par De Dietrich pour d'autres autorails.
Chaque caisse dispose de deux bogies ; un moteur Diesel Saurer BZDX de 235 kW (320 ch), à douze cylindres en V, est installé sur le bogie d'extrémité de chaque caisse et, par l'intermédiaire d'une transmission mécanique Mylius à cinq rapports, entraîne l'essieu intérieur de ce bogie. Moteur et transmission sont directement fixés sur le bâti du bogie, une disposition classique chez De Dietrich. Pour loger cet équipement, l'empattement du bogie moteur est porté à 4 m alors que celui du bogie porteur reste fixé à 3 m. Un attelage automatique Willison est installé à chaque extrémité de l'autorail.

### Aménagement
Pour les trois exemplaires d'origine, l'une des caisses comporte une cabine de conduite, un compartiment fourgon de 2 t, une salle deux compartiments de 1re/2e classe de six places chacun, une salle de 1re/2e avec 18 places en 2 + 1, une plate-forme d'accès et le WC, un bar-buffet et 12 places de 3e classe sur des banquettes. Au delà de l'intercirculation, l'autre caisse est aménagée en 3e classe en configuration 3 + 2 répartie en 3 salles, respectivement de 21, de 50 et de 19 places séparées par une deuxième plateforme d'accès où se trouvent également des toilettes puis une troisième plateforme d'accès qui comporte trois strapontins ; la caisse se termine par une cabine de conduite. Dans chaque caisse, une chaudière au coke assure, par l'intermédiaire de radiateurs à eau, le chauffage des salles voyageurs ; elle prend place dans la cabine de conduite, agrandie pour la circonstance.
Pour les douze unités commandées ultérieurement par l'Office des chemins de fer algériens (CFA), l'aménagement est différent : il n'y a plus de bar-buffet, les banquettes de 3e classe ne sont revêtues que de lattes de bois et certaines d'entre elles sont relevables pour laisser la place à des bagages volumineux. Dans les espaces de 3e classe, les toilettes à cuvette sont remplacées par des toilettes à la turque. Il y a cette fois deux plateformes d'accès par caisse.

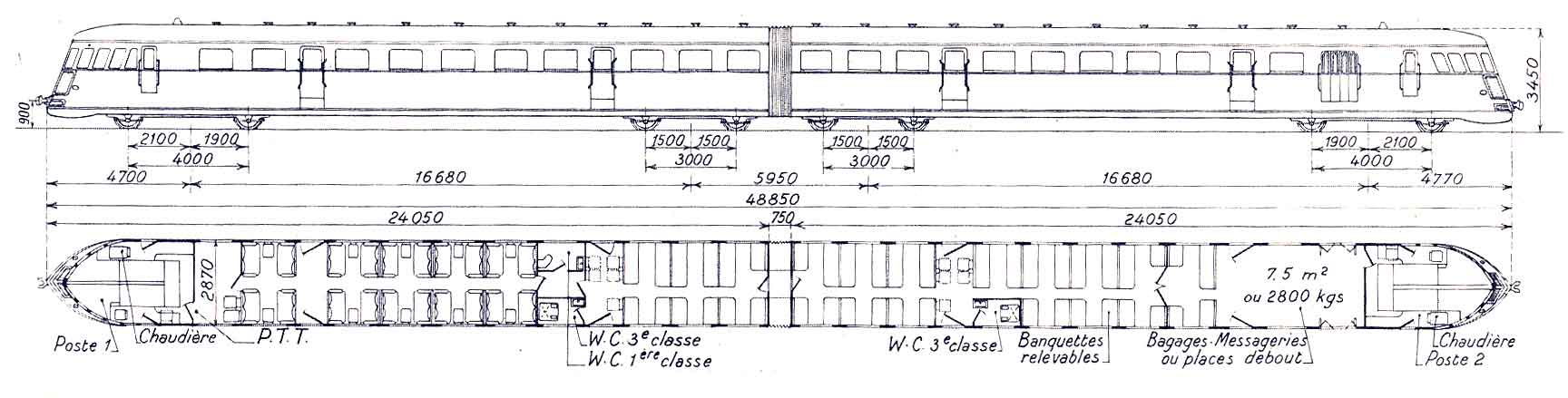
Diagramme d'autorail double De Dietrich modèle ZZN 101-112.

## Carrière

### De l'Est au Maghreb
Le premier exemplaire est livré à la SNCF en 1939 où il est numéroté ZZD 1. Il effectue des marches d'essais entre Reichshoffen et Bitche, puis entre Versailles et Dreux et sur Grenoble — Veynes. Les deux suivants sortent en 1940 et tous trois sont rapidement expédiés à Clermont-Ferrand, en raison de la guerre où ils restent parqués, faute de carburant.
En 1941, sur ordre de Jean Berthelot, secrétaire d'État aux Transports et aux Communications dans le gouvernement de Vichy, la SNCF cède ces trois autorails au chemin de fer transsaharien devenu « Méditerranée - Niger » (ou MN). Ils sont affectés à Oujda au Maroc. Passant la frontière algéro-marocaine, ils assurent la liaison Oujda — Bouarfa — Colomb-Béchar — Kenadsa (le tronçon Oujda — Colomb-Béchar est inauguré le 8 décembre 1941) et Oujda — Oran, ainsi que la desserte Oujda — Fès — Meknès. À leur arrivée en Afrique, les trois autorails reçoivent une livrée intégralement blanche avant de voir leur face frontale peinte en couleur, avec un filet se prolongeant le long des flancs. C'est l'un de ces engins qui rapatrie la dépouille du général Leclerc après que son avion s'est écrasé contre un remblai du chemin de fer près de Colomb-Béchar.
Bien que leur vitesse commerciale soit limitée à 140 km/h, l'un de ces autorails atteint 180 km/h lors d'essais en 1942-1943.

### Regroupement en Algérie
À partir de 1951, les CFA reçoivent douze autorails immatriculés ZZN 101 à 112, techniquement identiques aux autorails doubles du MN, mais avec un autre aménagement intérieur. Ils bénéficient d'une livrée rouge-grenat ou « rouge andalou » qui est étendue par la suite à d'autres types d'autorails des CFA et leur vaut le surnom de « Coca-Cola » ou « soubressade » ; ils possèdent un toit peint en blanc mais pas de double toiture faisant office d'isolant thermique. En outre, pendant la Guerre d'Algérie, les baies vitrées des cabines sont partiellement occultées et blindées.
L'indépendance de l'Algérie, en 1962, bouleverse leurs affectations : la frontière avec le Maroc est fermée et le MN cesse d'exister ; les trois autorails sont repris par la SNCFA et immatriculés à la suite de la série précédente sous les numéros ZZN 113 à 115.
Redéployés sur le territoire algérien, les autorails de cette série assurent des services variés sur de nombreuses lignes où ils circulent jusqu'au début des années 1980.